# Kentucky Kingdom
Kentucky Kingdom, (anciennement connu sous le nom Six Flags Kentucky Kingdom) est un parc d'attractions situé à Louisville, dans le Kentucky. Il contient le parc aquatique Hurricane Bay.

## Histoire
Le parc ouvre ses portes lors de la grande exposition de Kentucky, le 23 mai 1987 sous le nom de Kentucky Kingdom. Le succès n'est pas au rendez-vous et le parc ferme avant la fin de la saison. Les propriétaires font faillite et se voient obligés de vendre les manèges aux enchères.
Le parc reste fermé jusqu'en 1989 après son rachat par Ed Hart et un groupe d'investisseurs. Il rouvre pour la saison 1990 avec de nouveaux propriétaires et une nouvelle équipe de direction. Malgré les attractions vendues, dont Starchaser, uniques montagnes russes du parc, Hart en rachète d'autres et fait installer entre autres Tin Lezards, The Enterprise, Whirling Dervish et The Vampire, faisant progresser la fréquentation d'année en année. En 1992, Kentucky Kingdom est agrandi grâce à l'ajout du parc aquatique Hurricane Bay (renommé de 2007 à 2009 Splashwater Kingdom).
À la fin de l'année 1997, le parc est revendu à Premier Parks pour 64 millions de dollars. Il rouvre dès le 21 juin 1998 sous le nom Six Flags Kentucky Kingdom. Les terrains ne sont pas la propriété de Six Flags mais du Kentucky State Fair.
Elle se sépare de Six Flags Kentucky Kingdom à la suite de l'augmentation du bail ainsi que des difficultés financières du groupe Six Flags. Il ferme à la fin de la saison 2009 et le 4 février 2010, Six Flags annonce la fermeture définitive du parc à la suite du rejet du bail par le conseil d'état du Kentucky Fair,. Le 27 mai 2010, le Kentucky State Fair Council annonce que l'ancien propriétaire, Ed Hart, ainsi que plusieurs autres investisseurs reprendraient l'exploitation du parc avec une réouverture prévue à l'origine à l'occasion du week-end du Memorial Day 2011,. Mais ce projet n'aboutit pas.

Logo de Bluegrass Boardwalk, projet n'ayant jamais vu le jour.

Le 25 juillet 2010, le conseil d'administration du Kentucky State Fair et Six Flags ont réglé les différentes questions liées à la fin de leur coopération. Six Flags a ainsi pu récupérer une attraction de leur choix (Road Runner Express). Six Flags obtient 2,35 millions de dollars et est soulagé d'une dette fiscale à l'État qui s'élève à près de 2 500 000 de dollars. En retour le Kentucky State Fair reste propriétaire du site, ce qui comprend les bureaux, meubles, accessoires et équipements relatifs au parc, ainsi que toute la propriété intellectuelle.
En février 2012, la famille Koch, propriétaires d'Holiday World, annonce l'obtention de la gestion du parc. Il est prévu de le renommer Bluegrass Boardwalk. L'investissement initial doit se situer entre 15 et 20 millions de dollars. Selon l'annonce, le parc devait rouvrir en mai 2013. Ce projet ne voit pas le jour.
Resté à l'abandon durant quatre ans, Kentucky Kingdom bénéficie d'un financement de 43,5 millions de dollars pour être rénové et rouvrir en 2014. Son président, Ed Hart, annonce en 2013 la répartition des sommes injectées, 36 millions en 2014 et 7,5 millions les deux années suivantes. Ceci représente la plus grande expansion du domaine depuis son ouverture 25 ans plus tôt,.
Le 22 février 2021, deux conseils d'État ont approuvé la vente de Kentucky Kingdom à un « exploitant national anonyme de neuf parcs d'attractions ou à thème ». L'acheteur est la société Herschend Family Entertainment, qui exploite les parcs à thème Dollywood, Silver Dollar City et Wild Adventures. Le 23 février, lors d'une conférence de presse à laquelle assistaient le gouverneur Andy Beshear, le maire de Lousiville Greg Fischer et Ed Hart, il a été officiellement annoncé que les droits d'exploitation du Kentucky Kingdom étaient vendus à Herschend Family Entertainment. Craig Ross, l'ancien président de longue date de Dollywood, a été nommé directeur général du Kentucky Kingdom.

## Le parc
Les différentes zones du parc :
- Front Gate
- Bridge Area
- Chang Area
- T2 Area
- Northwest Territory
- Belgian Village

### Montagnes russes

#### En fonction
| Nom                                           | Type          | Constructeur                | Année |
| --------------------------------------------- | ------------- | --------------------------- | ----- |
| Hollyhock and Roll anciennement Roller Skater | Junior        | Vekoma                      | 1994  |
| Kentucky Flyer                                | Bois          | The Gravity Group           | 2019  |
| Lightning Run                                 | Hyper Coaster | Chance Rides                | 2014  |
| Wind Chaser anciennement Storm Chaser         | Hybrides      | Rocky Mountain Construction | 2016  |
| Woodland Run anciennement Thunder Run         | Bois          | Dinn Corporation            | 1990  |

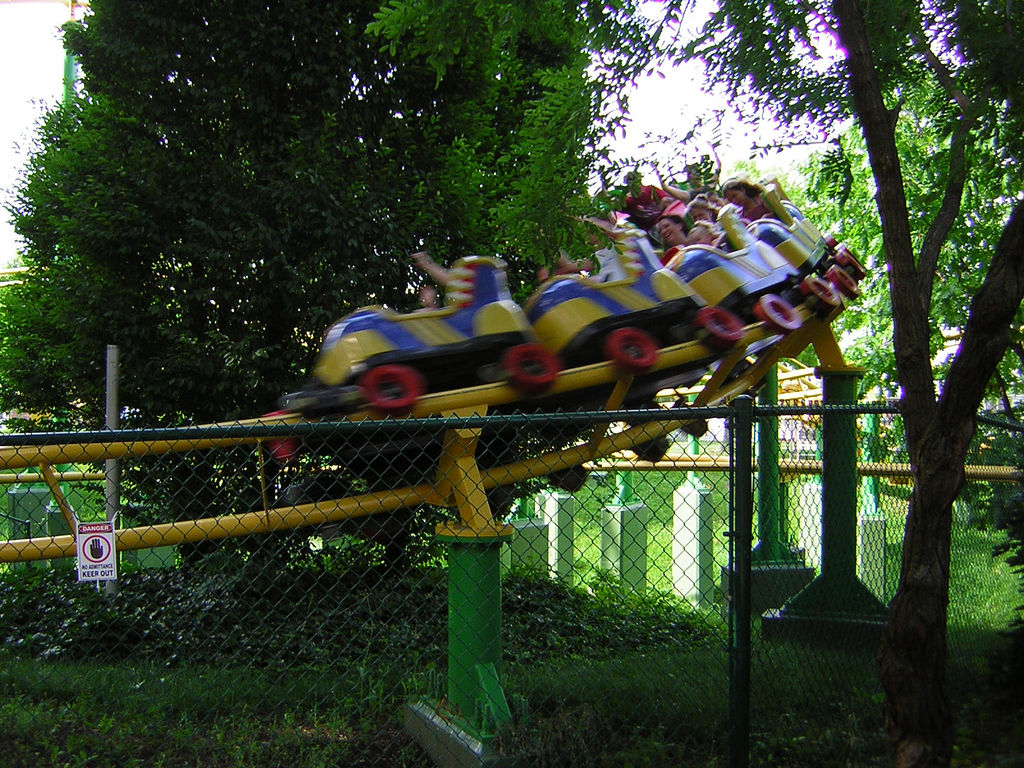
Hollyhock and Roll
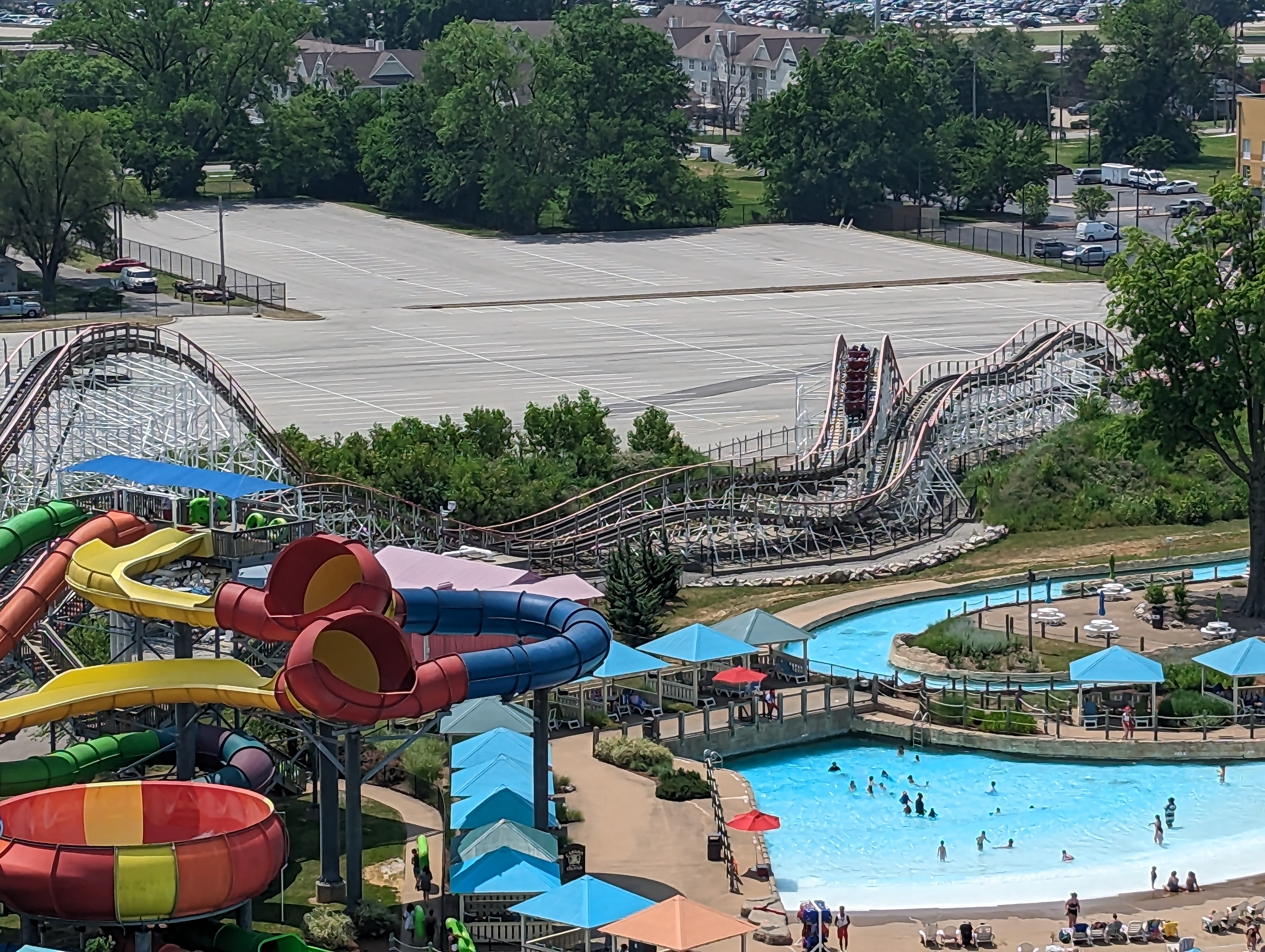
Kentucky Flyer
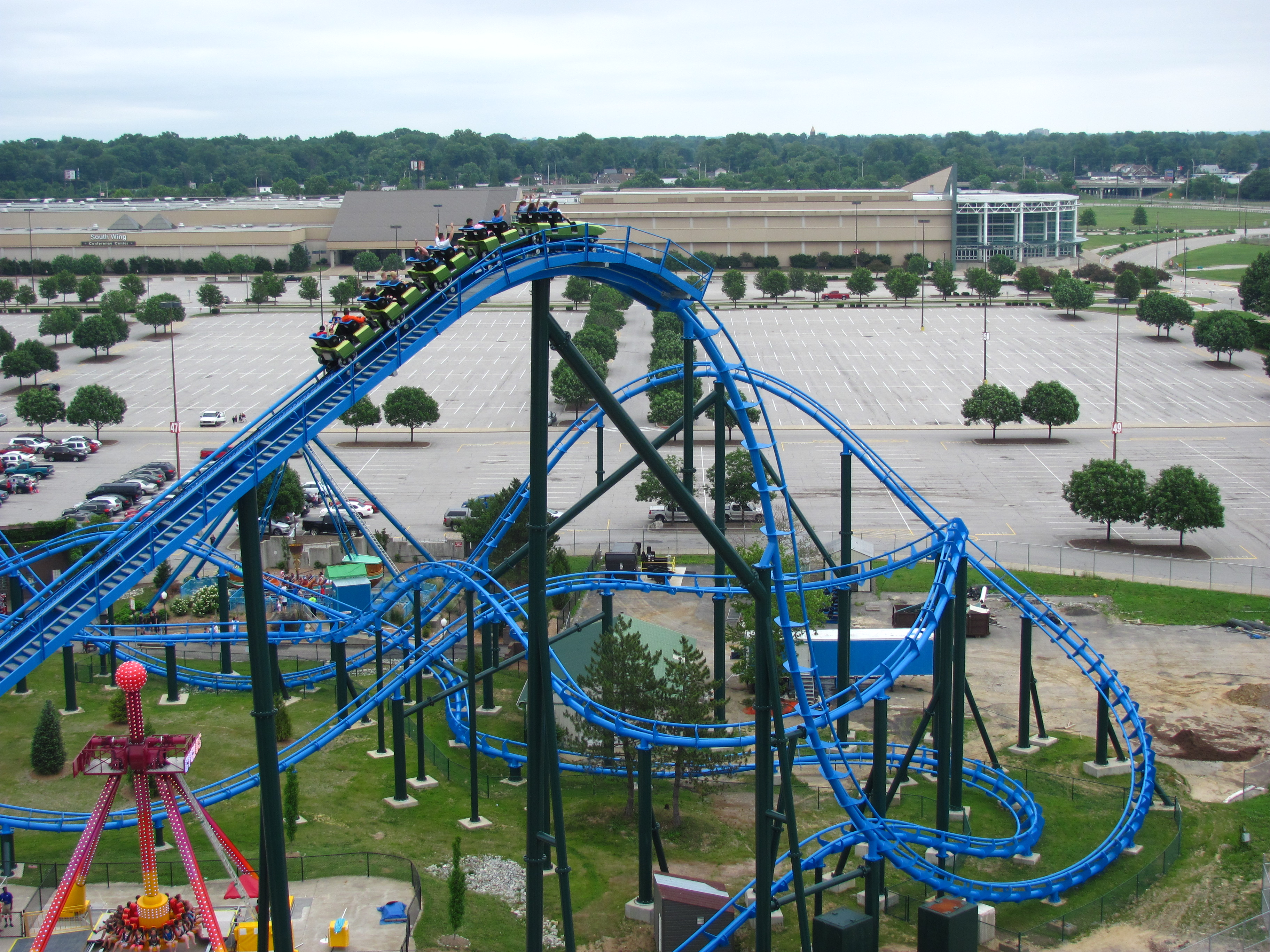
Lightning Run
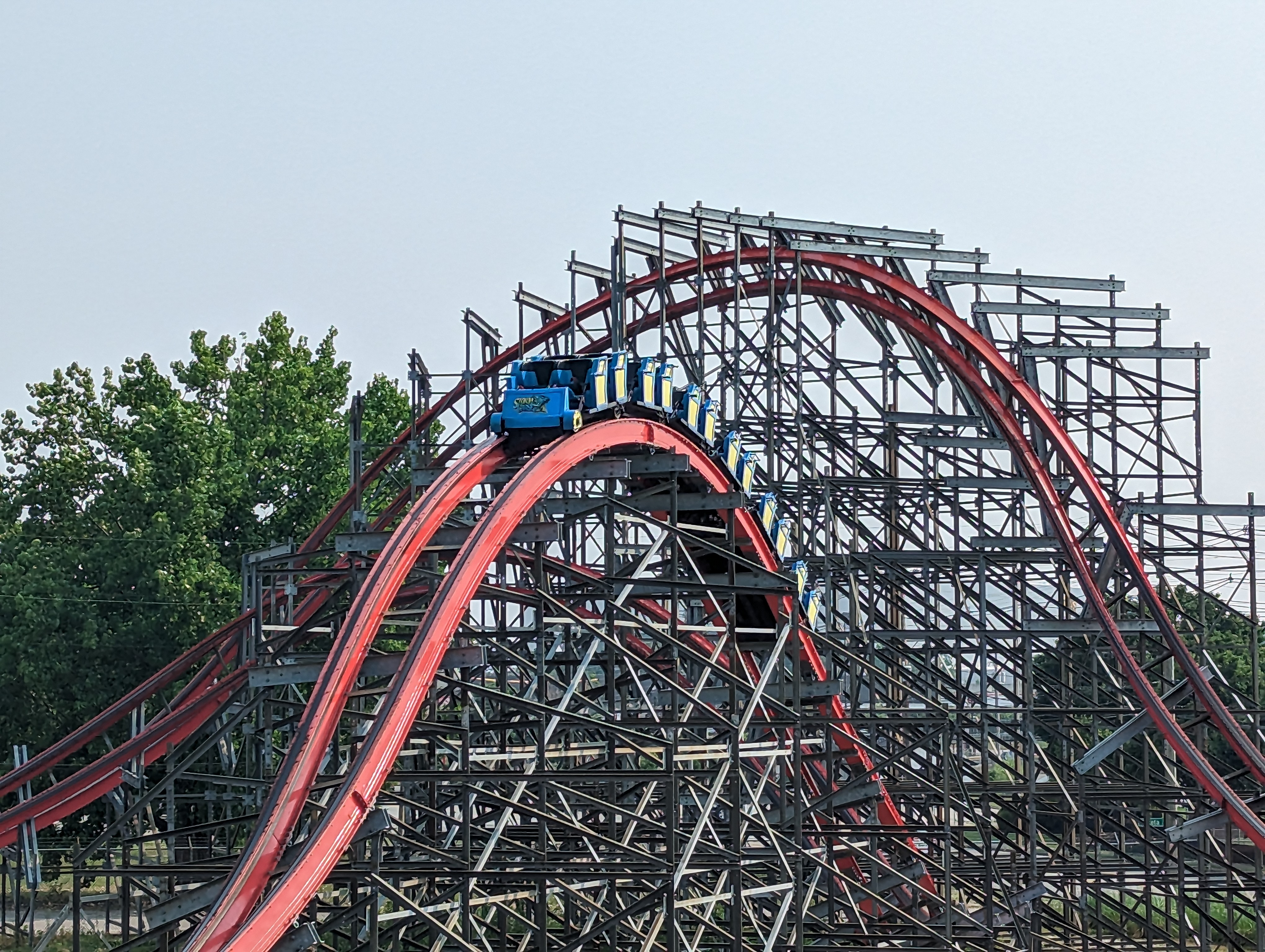
Wind Chaser
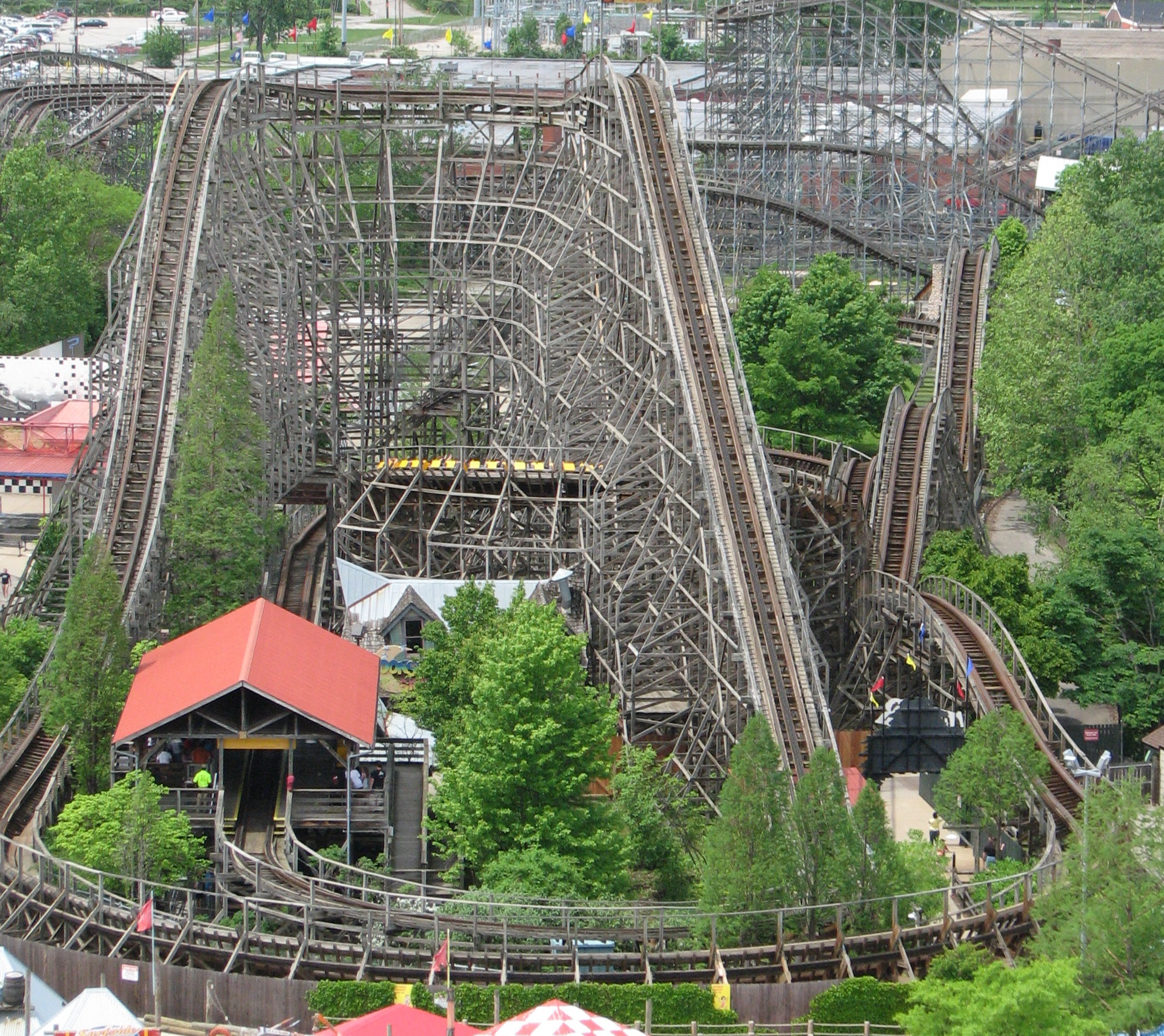
Woodland Run

#### Disparues
| Nom                                        | Type                  | Constructeur                  | Années      |
| ------------------------------------------ | --------------------- | ----------------------------- | ----------- |
| Chang                                      | En position verticale | Bolliger & Mabillard          | 1997 - 2009 |
| Greezed Lightnin                           | Navette               | Anton Schwarzkopf             | 2003 - 2010 |
| Road Runner Express                        | Wild Mouse            | Maurer Rides                  | 2000 - 2009 |
| Starchaser                                 | Assises               | Anton Schwarzkopf             | 1987 - 1995 |
| T3 anciennement T2                         | Inversées             | Vekoma                        | 1995 - 2022 |
| Twisted Twins anciennement Twisted Sisters | Bois                  | Custom Coasters International | 1998 - 2007 |
| Vampire                                    | Navette               | Vekoma                        | 1990 - 1999 |

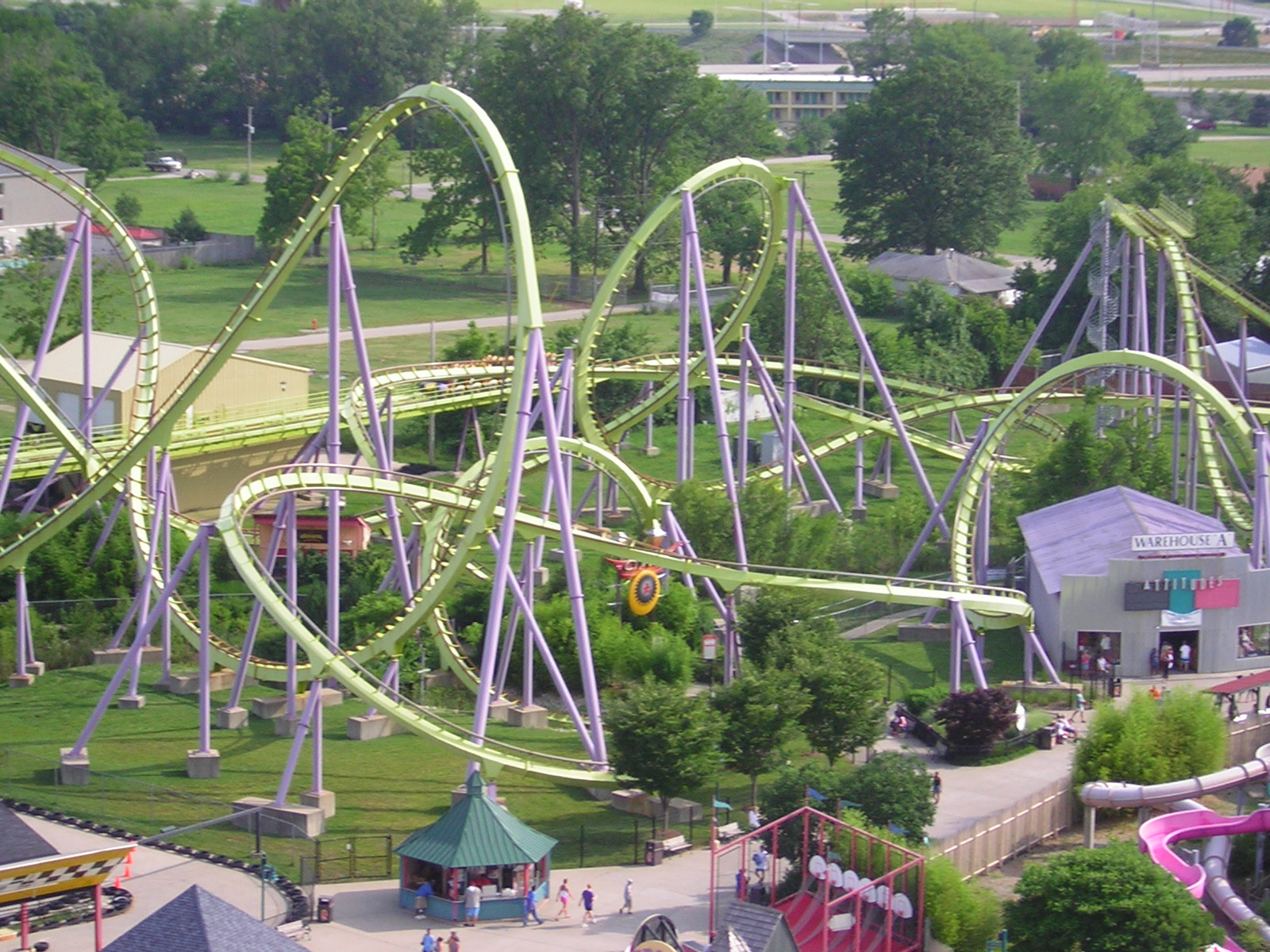
Chang.
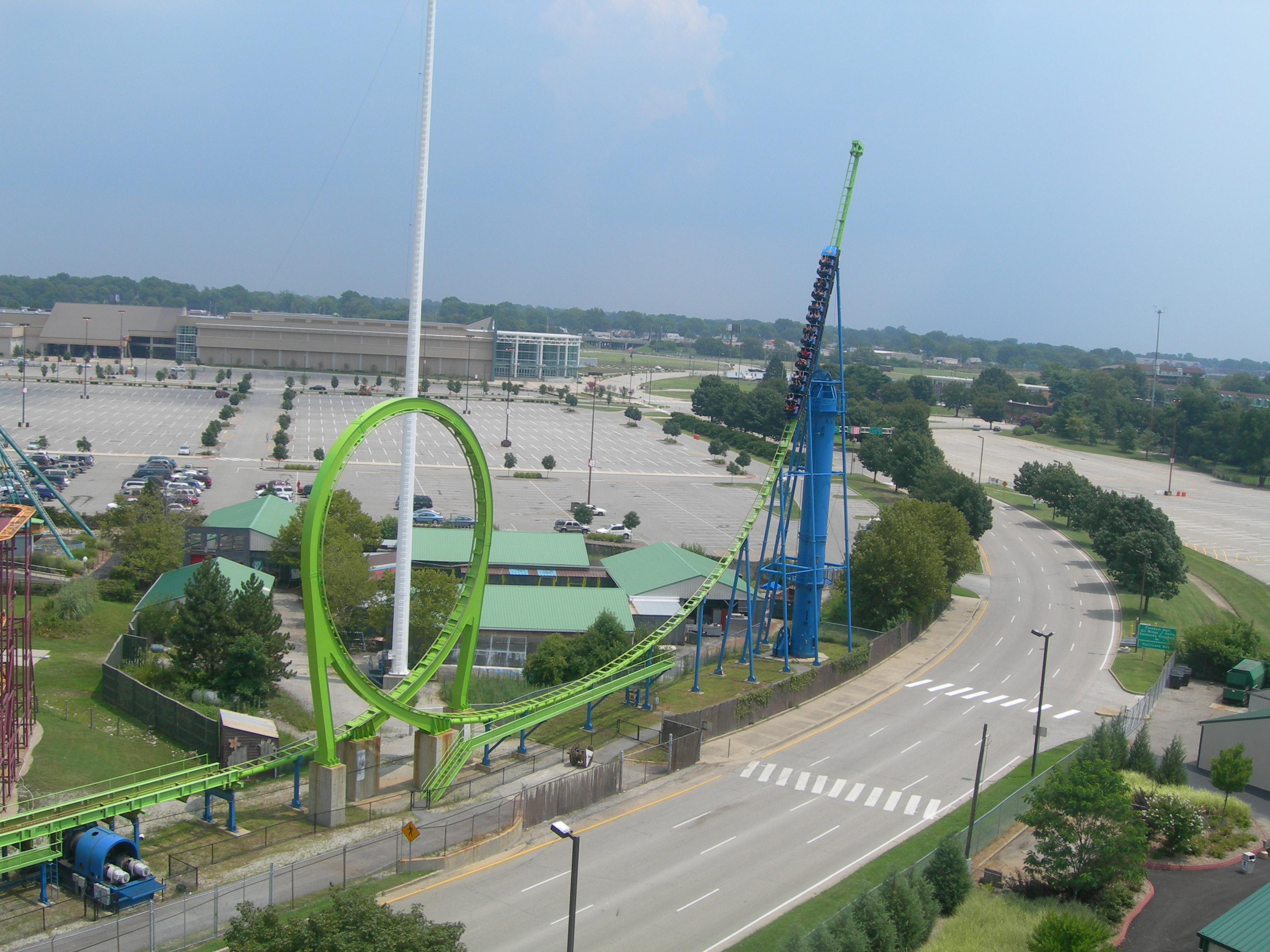
Greezed Lightnin.
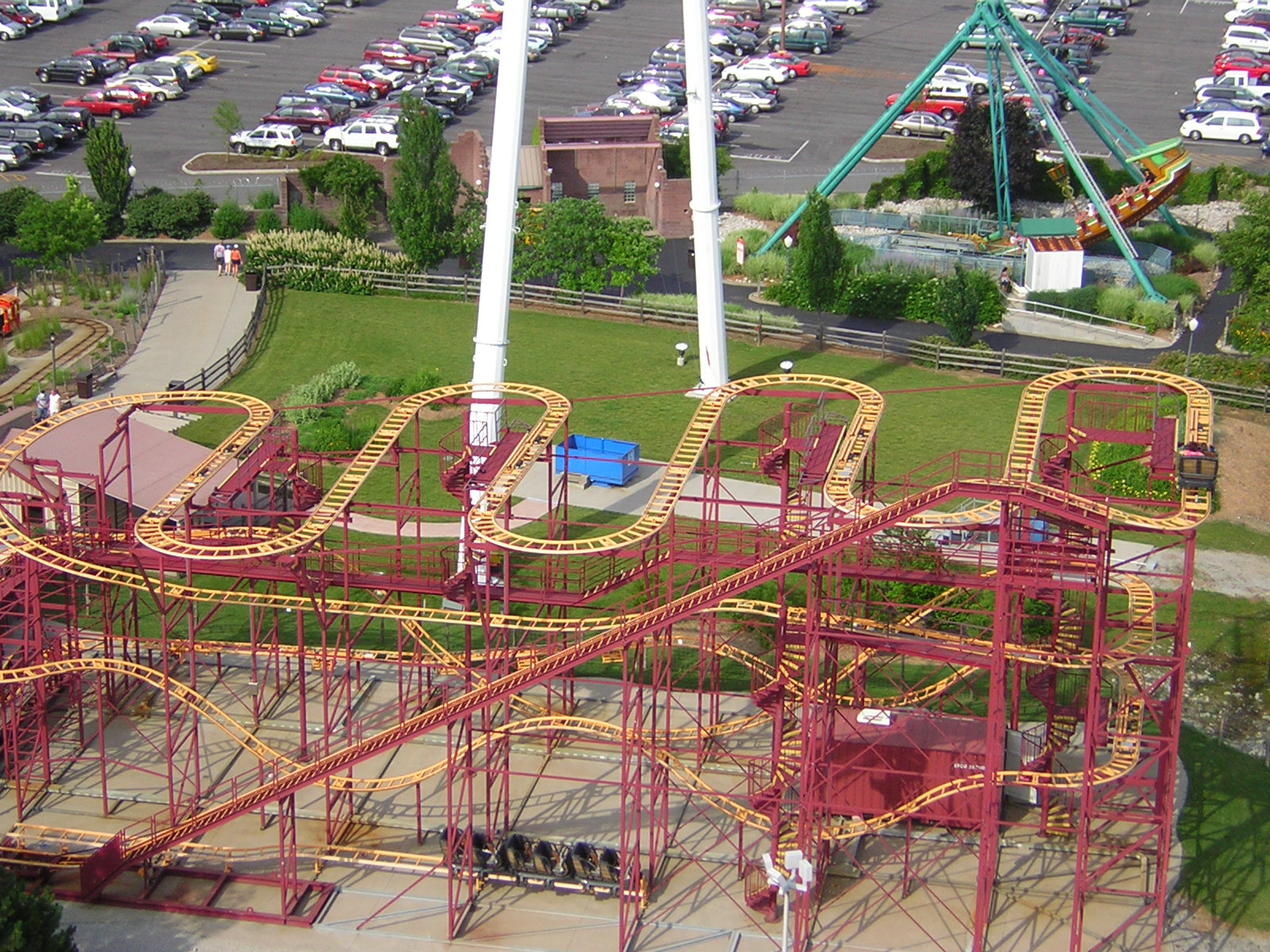
Road Runner Express.
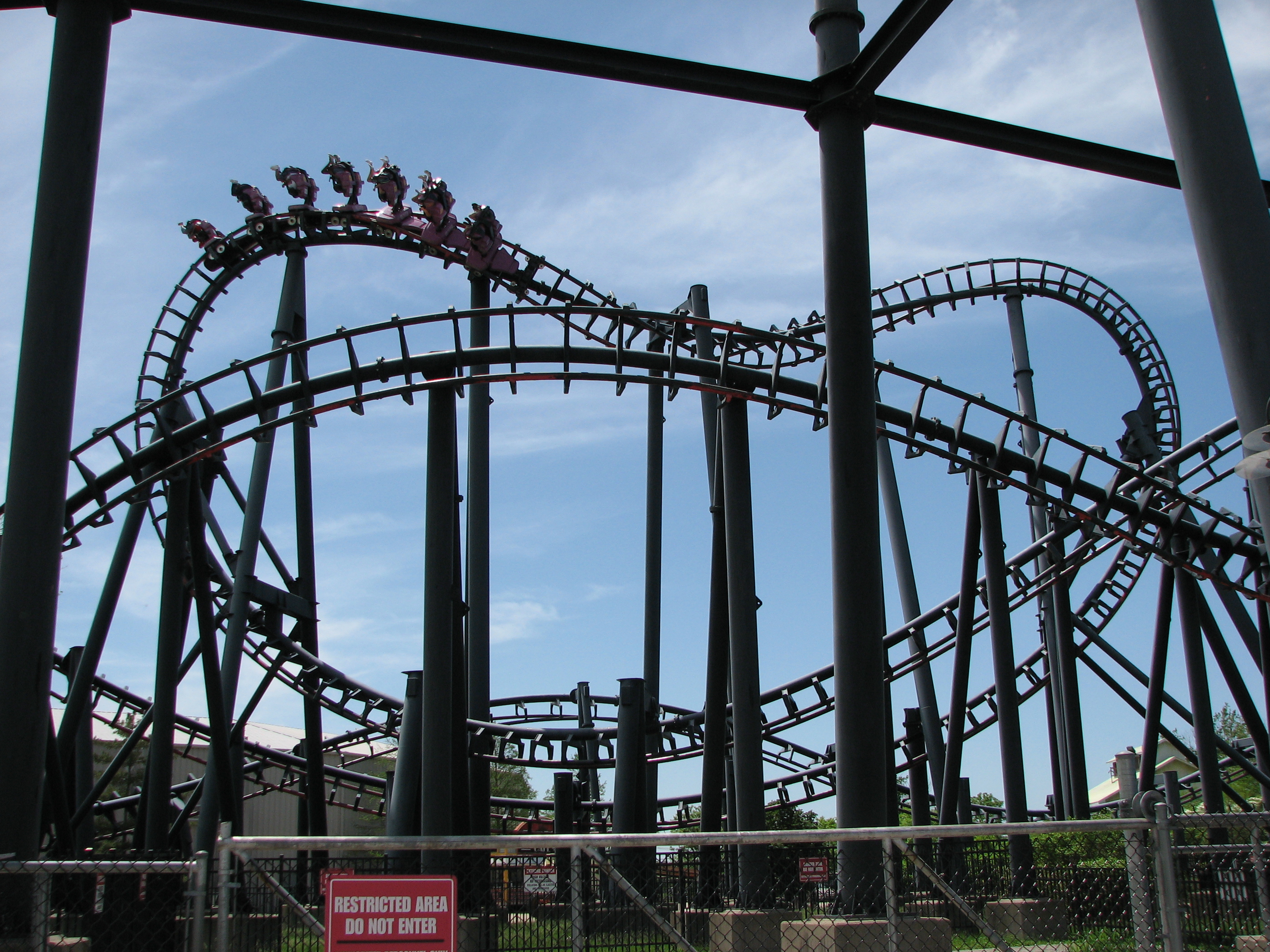
T3.
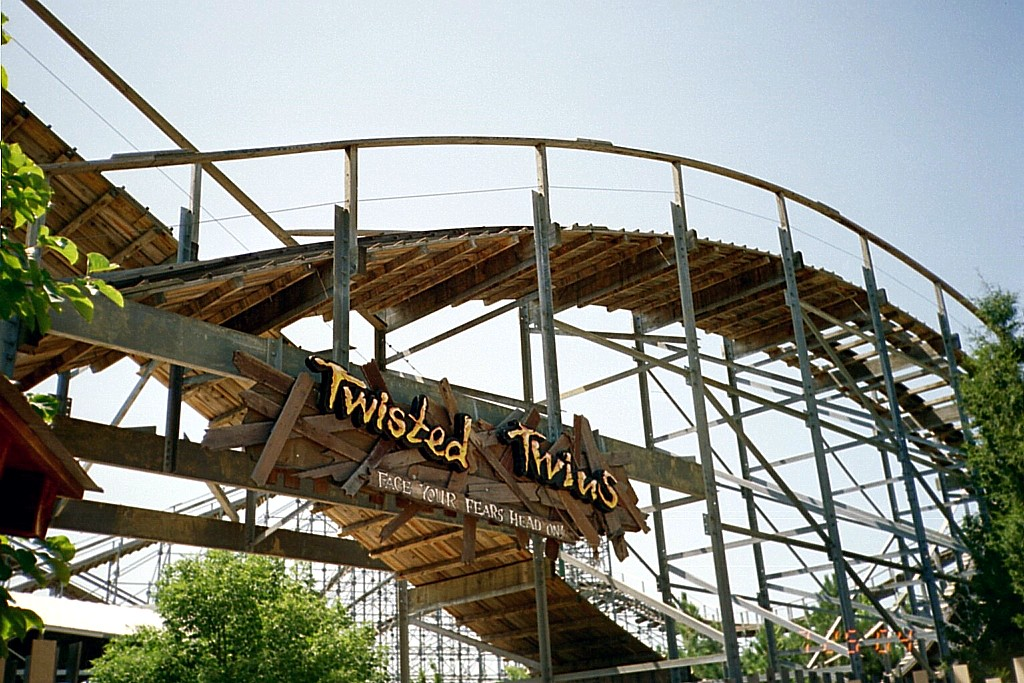
Twisted Twins.

### Attractions aquatiques
| Nom                                                    | Type                     | Constructeur  | Année |
| ------------------------------------------------------ | ------------------------ | ------------- | ----- |
| Raging Rapids River Ride (Anciennement Blizzard River) | Rivière rapide en bouées | Intamin       | 1999  |
| Mile High Falls                                        | Shoot the Chute          | Hopkins Rides | 1994  |

### Autres attractions
| Nom                              | Type               | Constructeur         | Année |
| -------------------------------- | ------------------ | -------------------- | ----- |
| 5D Cinema Movies You Ride        | Cinéma 4-D         |                      | 2014  |
| Bella Musica                     | Carrousel          | Chance Rides         | 1996  |
| Bluebeard's Bounty               | Bateau à bascule   | Huss Rides           | 1990  |
| Breakdance                       | Breakdance         | Huss Rides           | 1990  |
| Bumper Cars                      | Autos-tamponneuses |                      | 2014  |
| Cyclos                           | Frisbee            | Zamperla             | 2015  |
| Eye of the Storm                 | Giant Loop         | Larson International | 2017  |
| Fearfall                         | Tour de chute      | Larson International | 2014  |
| FlutterFly                       | Magic Bikes        | Zamperla             | 2015  |
| Flying Dutchman                  | Swing Ride         | Intamin              | 1991  |
| Free Falling Fire Engine         | Crazy bus          | Zamperla             | 1995  |
| Himalaya                         | Music Express      | Reverchon Industries | 1990  |
| Pounce and Bounce                | Jumping Star       | Zamperla             | 2000  |
| Professor John's Flying Machines | Flying Scooters    | Larson International | 2014  |
| Scream Extreme                   | Endeavour          | Zamperla             | 2018  |
| Skycatcher                       | Star Flyer         | ARM Rides            | 2015  |
| The Giant Wheel                  | Grande Roue        | Vekoma               | 1992  |
| Tin Lizzies                      | Circuit de tacots  | Arrow Dynamics       | 1990  |
| Up, Up & Away                    | Balloons Tower     | Zamperla             | 2015  |

### Attractions disparues
| Nom                      | Type               | Constructeur                 | Années      |
| ------------------------ | ------------------ | ---------------------------- | ----------- |
| Bumper Cars              | Autos-tamponneuses | Majestic Manufacturing       | 1990 - 2010 |
| Chaos                    | Chaos              | Chance Rides                 | 1998 - 2005 |
| Enterprise               | Enterprise         | Huss Rides                   | 1990 - 2017 |
| Ohio River Adventure     | Bûches             | Arrow Dynamics               | 1987 - 1988 |
| Kentucky Whirl           | Wave Swinger       | Zierer                       | 1987 - 1988 |
| Rainbow                  | Rainbow            | Huss Rides                   | 1995 - 2008 |
| Ranger                   | Ranger             | Huss Rides                   | 1990 - 1994 |
| Round Up                 | Round-up           | Frank Hrubetz & Company (en) | 1987 - 1995 |
| Skycoaster               | Skycoaster         |                              | 2001 - 2010 |
| Superman: Tower of Power | Tour de chute      | Intamin                      | 1995 - 2008 |
| The Quake                | Top Spin           | Vekoma                       | 1992 - 2004 |
| The Squid                | Toboggan aquatique |                              | 1990 - 1997 |
| Thrill Karts             | Course de kartings | J&J Amusements               | 1997 - 2010 |
| Thrill Park Theater      | Simulateur         |                              | 1996 - 2010 |
| Top Eliminator Dragsters | Duel de dragsters  | ThrillTime Entertainment     | 1996 - 2005 |
| Tornado                  | Paratrooper        | Frank Hrubetz & Company (en) | 1987 - 1988 |
| Whirlaway                | Trabant-Wipeout    | Chance Rides                 | 1987 - 1988 |